# Liste der Einträge im National Register of Historic Places im Waupaca County

Lage des Waupaca County in Wisconsin

Die Liste der Einträge im National Register of Historic Places im Waupaca County in Wisconsin führt alle Bauwerke und historischen Stätten im Waupaca County auf, die in das National Register of Historic Places aufgenommen wurden.

## Legende
| NRHP | Historic Place    |
| HD   | Historic District |

## Aktuelle Einträge
| [ 2 ] | Name                                   | Bild                                   | Eintragsdatum        | Lage | Ort                | Beschreibung |
| ----- | -------------------------------------- | -------------------------------------- | -------------------- | --- | ------------------ | --- |
| 0     | Browne Law Office                      | Browne Law Office                      | 1980 ID-Nr. 80000208 | 202 East Union Street 44° 21′ 27″ N, 89° 5′ 0″ W                                                                      | Waupaca            | 1854 errichtetes Bürohaus |
| 2     | Clintonville Post Office               | Clintonville Post Office               | 2000 ID-Nr. 00001253 | 2 North Main Street 44° 37′ 24″ N, 88° 45′ 34″ W                                                                      | Clintonville       | 1935 im Stil der Moderne errichtetes Postamt                                                                                         |
| 3     | Commandant's Residence Home            | Commandant's Residence Home            | 1985 ID-Nr. 85001364 | Off WI 22 44° 20′ 17″ N, 89° 8′ 43″ W                                                                                 | King               | Um 1890 im Queen-Anne-Stil errichtetes Wohnhaus                                                                                      |
| 4     | Crescent Roller Mills                  | Crescent Roller Mills                  | 1978 ID-Nr. 78000150 | 213 Oborn Street 44° 21′ 22″ N, 89° 4′ 28″ W                                                                          | Waupaca            | 1884 errichtete Wassermühle; heute Museum                                                                                            |
| 5     | Danes Hall                             | Danes Hall                             | 1980 ID-Nr. 80000209 | 303 North Main Street 44° 21′ 36″ N, 89° 5′ 4″ W                                                                      | Waupaca            | 1894 im neuromanischen Stil errichtetes Versammlungshaus der Danish Brotherhood in America, einer Organisation dänischer Einwanderet |
| 6     | Henry and Elizabeth Delong House       | Henry and Elizabeth Delong House       | 2002 ID-Nr. 02001105 | 509 West Fulton Street 44° 21′ 35″ N, 89° 5′ 36″ W                                                                    | Waupaca            | 1903 im neoklassizistischen Stil errichtetes Wohnhaus                                                                                |
| 7     | Halfway House                          | Halfway House                          | 1982 ID-Nr. 82000728 | Potts Avenue 44° 18′ 44″ N, 89° 9′ 22″ W                                                                              | King               | 1852 errichtetes Hotel |
| 8     | Jens Hansen Wagon and Carriage Shop    | Jens Hansen Wagon and Carriage Shop    | 1994 ID-Nr. 94000601 | 117 East Fulton Street 44° 21′ 30″ N, 89° 5′ 2″ W                                                                     | Waupaca            | 1868 im Italianate-Stil errichtete Wagenwerkstatt                                                                                    |
| 9     | Matt and Lena Jensen House             | Matt and Lena Jensen House             | 2002 ID-Nr. 02001108 | 501 West Fulton Street 44° 21′ 34″ N, 89° 5′ 35″ W                                                                    | Waupaca            | 1894 im Queen-Anne-Stil errichtetes Wohnhaus                                                                                         |
| 10    | Philip H. Kasper Cheese Factory        |                                        | 1976 ID-Nr. 76000081 | WIS 22 44° 31′ 4″ N, 88° 53′ 25″ W                                                                                    | Town of Bear Creek | 1891 errichtete Käsefabrik |
| 11    | Lake Street Historic District          | Lake Street Historic District          | 2002 ID-Nr. 02000599 | Abgegrenzt durch South Washington Street, East Badger Street, 5th Street und Tioga Street 44° 21′ 18″ N, 89° 4′ 57″ W | Waupaca            | Aus 73 Gebäuden bestehender historischer Distrikt                                                                                    |
| 12    | Main Street Historic District          | Main Street Historic District          | 2002 ID-Nr. 02000370 | Main Street zwischen West Union Street und Granite Street 44° 21′ 35″ N, 89° 5′ 13″ W                                 | Waupaca            | 43 im Italianate- und im Queen-Anne-Stil errichtete Häuser im Stadtzentrum                                                           |
| 13    | Mead Bank                              | Mead Bank                              | 2003 ID-Nr. 03000506 | 215 Jefferson Street 44° 21′ 30″ N, 89° 5′ 0″ W                                                                       | Waupaca            | 1862 errichtetes Bankgebäude |
| 14    | Mumbrue-Penney House                   | Mumbrue-Penney House                   | 2002 ID-Nr. 02001107 | 404 South Main Street 44° 21′ 24″ N, 89° 5′ 7″ W                                                                      | Waupaca            | 1873 errichtetes Wohnhaus |
| 15    | Old Hospital                           | Old Hospital                           | 1985 ID-Nr. 85001365 | WIS 22 44° 20′ 8″ N, 89° 8′ 49″ W                                                                                     | King               | 1929 im neoklassizistischen Stil errichtetes Krankenhaus                                                                             |
| 16    | Peter and Jessie Olfson House          | Peter and Jessie Olfson House          | 2002 ID-Nr. 02001082 | 415 Granite Street 44° 21′ 43″ N, 89° 5′ 28″ W                                                                        | Waupaca            | 1899 im Queen-Anne-Stil errichtetes Wohnhaus                                                                                         |
| 17    | Rural on the Crystal Historic District | Rural on the Crystal Historic District | 1989 ID-Nr. 89000231 | Abgegrenzt durch Arbor Street, Rapley Street, Rural Road und Cleghorn Street 44° 18′ 46″ N, 89° 9′ 27″ W              | Rural              | Aus 35 Gebäuden bestehender historischer Ortskern                                                                                    |
| 18    | Sanders Site (47WP26 and 47WP70)       |                                        | 1984 ID-Nr. 84003819 | Adresse nicht veröffentlicht                                                                                          | Fremont            | |
| 19    | Shearer-Cristy House                   | Shearer-Cristy House                   | 1983 ID-Nr. 83004364 | 315 East Lake Street 44° 21′ 10″ N, 89° 4′ 53″ W                                                                      | Waupaca            | 1891 im Queen-Anne-Stil errichtetes Wohnhaus                                                                                         |
| 20    | Veterans Cottages Historic District    | Veterans Cottages Historic District    | 1985 ID-Nr. 85001367 | Abseits des WIS 22 44° 20′ 20″ N, 89° 8′ 39″ W                                                                        | King               | Wohnviertel mit im Queen-Anne-Stil errichteten Wohnhäusern für Kriegsveteranen                                                       |
| 21    | Veterans Home Chapel                   | Veterans Home Chapel                   | 1985 ID-Nr. 85001366 | Abseits des WIS 22 44° 20′ 14″ N, 89° 8′ 35″ W                                                                        | King               | Um 1890 im Queen-Anne-Stil errichtete Kapelle                                                                                        |
| 22    | Waupaca Free Public Library            | Waupaca Free Public Library            | 1996 ID-Nr. 96000732 | 321 South Main Street 44° 21′ 19″ N, 89° 5′ 5″ W                                                                      | Waupaca            | 1914 im Stil des Tudor Revival errichtete Carnegie-Bibliothek                                                                        |
| 23    | Waupaca Post Office                    | Waupaca Post Office                    | 2000 ID-Nr. 00001252 | 306 South Main Street 44° 21′ 18″ N, 89° 5′ 7″ W                                                                      | Waupaca            | 1940 errichtetes Postamt |
| 24    | J. & C. Wipf Mills                     | J. & C. Wipf Mills                     | 1987 ID-Nr. 87002108 | 280 North Main Street 44° 30′ 35″ N, 89° 7′ 50″ W                                                                     | Iola               | Um 1860 errichteter Sägewerkskomplex mit drei Gebäuden; heute Museum                                                                 |